# 주머니벌레과
주머니벌레과(Heleoperidae)는 유각변형충목에 속하는 아메바류과의 하나이다. 주머니벌레속(Heleopera) 등 2개 속을 포함하고 있다.

## 하위 속
- Awerintzewia
- 주머니벌레속 (Heleopera)